# Fußballclub Hansa Rostock 2017-2018
Questa voce raccoglie le informazioni riguardanti il Fußballclub Hansa Rostock nelle competizioni ufficiali della stagione 2017-2018.

## Stagione
Nella stagione 2017-2018 l'Hansa Rostock, allenato da Pavel Dočev, concluse il campionato di 3. Liga al 6º posto. In Coppa di Germania l'Hansa Rostock fu eliminato al primo turno dall'Hertha Berlino.

## Rosa
| N. |                       | Ruolo | Calciatore      |
| -- | --------------------- | ----- | --------------- |
| 1  | Germania (bandiera)   | P     | Kai Eisele      |
| 2  | Francia (bandiera)    | D     | Joshua Nadeau   |
| 3  | Germania (bandiera)   | D     | Julian Riedel   |
| 4  | Germania (bandiera)   | D     | Tommy Grupe     |
| 5  | Germania (bandiera)   | D     | Oliver Hüsing   |
| 6  | Germania (bandiera)   | D     | Fabian Holthaus |
| 7  | Finlandia (bandiera)  | A     | Tim Väyrynen    |
| 8  | Germania (bandiera)   | C     | Willi Evseev    |
| 9  | Francia (bandiera)    | A     | Mounir Bouziane |
| 10 | Portogallo (bandiera) | C     | Amaury Bischoff |
| 13 | Turchia (bandiera)    | C     | Selçuk Alibaz   |
| 14 | Germania (bandiera)   | A     | Mike Owusu      |
| 15 | Filippine (bandiera)  | C     | Harry Föll      |
| 16 | Germania (bandiera)   | C     | Johann Berger   |

| N. |                     | Ruolo | Calciatore          |
| -- | ------------------- | ----- | ------------------- |
| 17 | Germania (bandiera) | C     | Jakob Gesien        |
| 18 | Germania (bandiera) | P     | Janis Blaswich      |
| 19 | Germania (bandiera) | C     | Bryan Henning       |
| 20 | Germania (bandiera) | C     | Lukas Scherff       |
| 22 | Germania (bandiera) | C     | Christopher Quiring |
| 23 | Germania (bandiera) | A     | Soufian Benyamina   |
| 24 | Germania (bandiera) | C     | Stefan Wannenwetsch |
| 26 | Germania (bandiera) | P     | Eric Gründemann     |
| 27 | Germania (bandiera) | D     | Vladimir Ranković   |
| 29 | Germania (bandiera) | D     | Nico Rieble         |
| 33 | Germania (bandiera) | A     | Marcel Hilßner      |
| 38 | Germania (bandiera) | A     | Marcel Ziemer       |
| 39 | Germania (bandiera) | A     | Pascal Breier       |

## Organigramma societario
Area tecnica
- Allenatore: Pavel Dočev
- Allenatore in seconda: Uwe Ehlers
- Preparatore dei portieri: Stefan Karow
- Preparatori atletici: Björn Bornholdt

## Calciomercato

### Sessione estiva
| Acquisti | Acquisti          | Acquisti                  | Acquisti |
| R.       | Nome              | da                        | Modalità |
| -------- | ----------------- | ------------------------- | -------- |
| A        | Marcel Hilßner    | Dinamo Dresda             |          |
| P        | Janis Blaswich    | Borussia M'gladbach II    |          |
| D        | Vladimir Ranković | Sconosciuta               |          |
| D        | Oliver Hüsing     | Ferencváros               |          |
| A        | Mounir Bouziane   | Magonza                   |          |
| P        | Kai Eisele        | Friburgo II               |          |
| D        | Florian Esdorf    | Schönberg                 |          |
| C        | Willi Evseev      | Norimberga                |          |
| C        | Jakob Gesien      | Hansa Rostock U19         |          |
| P        | Eric Gründemann   | Eintracht Francoforte U19 |          |
| C        | Bryan Henning     | Hertha Berlino II         |          |
| A        | Menelik Ngu'Ewodo | Monaco 1860 II            |          |
| A        | Mike Owusu        | Hertha Berlino II         |          |
| D        | Julian Riedel     | Erzgebirge Aue            |          |
| C        | Lukas Scherff     | Schönberg                 |          |
| P        | Luis Zwick        | Dundee Utd                |          |

| Cessioni | Cessioni              | Cessioni          | Cessioni |
| R.       | Nome                  | a                 | Modalità |
| -------- | --------------------- | ----------------- | -------- |
| P        | Luis Zwick            | Hertha Berlino II |          |
| D        | Matthias Henn         | Gießen            |          |
| D        | Florian Esdorf        | Wacker Nordhausen |          |
| D        | Maximilian Ahlschwede | Kickers Würzburg  |          |
| C        | Stephan Andrist       | Wehen Wiesbaden   |          |
| P        | Samuel Aubele         | TuS Erndtebrück   |          |
| C        | Kerem Bülbül          | Ingolstadt 04     |          |
| D        | Christian Dorda       | Uerdingen 05      |          |
| D        | Dennis Erdmann        | Magdeburgo        |          |
| C        | Ronny Garbuschewski   | Zwickau           |          |
| C        | Michael Gardawski     | Korona Kielce     |          |
| C        | Timo Gebhart          | Monaco 1860       |          |
| C        | Tobias Jänicke        | Saarbrücken       |          |
| P        | Marcel Schuhen        | Sandhausen        |          |
| C        | Aleksandar Stevanović | Elversberg        |          |

### Sessione invernale
| Acquisti | Acquisti      | Acquisti  | Acquisti |
| R.       | Nome          | da        | Modalità |
| -------- | ------------- | --------- | -------- |
| D        | Nico Rieble   | Bochum    |          |
| A        | Pascal Breier | Stoccarda |          |

| Cessioni | Cessioni        | Cessioni     | Cessioni |
| R.       | Nome            | a            | Modalità |
| -------- | --------------- | ------------ | -------- |
| C        | Jeff-Denis Fehr | Sonnenhof G. |          |

## Risultati

### 3. Liga

#### Girone di andata
| Arbitro: | Siebert |

|  |           |                                  |
|  | Marcatori | 19’ (rig.) Benyamina 88’ Henning |

| Rostock 29 luglio 2017, ore 14:00 CEST 2ª giornata | Hansa Rostock | 0 – 0 referto | Sonnenhof G. | Ostseestadion (12 500 spett.)\| Arbitro: \| Willenborg \| |
| Arbitro:                                           | Willenborg    |               |              |                                                           |

| Arbitro: | Günsch |

|  |           |            |
|  | Marcatori | 27’ Hüsing |

| Arbitro: | Siewer |

|            |           |                           |
| Ziemer 68’ | Marcatori | 51’ Girth 88’ Granatowski |

| Arbitro: | Zorn |

|  |           |                               |
|  | Marcatori | 13’ Hüsing 73’, 89’ Benyamina |

| Arbitro: | Sather |

|               |           |         |
| Benyamina 58’ | Marcatori | 31’ Mai |

| Arbitro: | Hartmann |

|                           |           |  |
| Türpitz 43’ Lohkemper 68’ | Marcatori |  |

| Rostock 16 settembre 2017, ore 14:00 CEST 8ª giornata | Hansa Rostock | 0 – 0 referto | Werder Brema II | Ostseestadion (9 700 spett.)\| Arbitro: \| Wollenweber \| |
| Arbitro:                                              | Wollenweber   |               |                 |                                                           |

| Arbitro: | Schult |

|            |           |          |
| Evseev 27’ | Marcatori | 33’ Koch |

| Arbitro: | Ittrich |

|                        |           |                  |
| Bertels 38’ Srbeny 88’ | Marcatori | 53’ Wannenwetsch |

| Arbitro: | Schütz |

|            |           |  |
| Evseev 54’ | Marcatori |  |

| Arbitro: | Thomsen |

|              |           |  |
| Brügmann 85’ | Marcatori |  |

| Arbitro: | Bacher |

|                       |           |  |
| Hüsing 7’ Hilßner 90’ | Marcatori |  |

| Arbitro: | Börner |

|  |           |                                       |
|  | Marcatori | 35’ Väyrynen 51’ Bischoff 59’ Henning |

| Arbitro: | Weickenmeier |

|  |           |                              |
|  | Marcatori | 4’, 23’ Schleusener 51’ Fink |

| Arbitro: | Wollenweber |

|  |           |               |
|  | Marcatori | 57’ Benyamina |

| Arbitro: | Müller |

|                                                |           |                            |
| Hilßner 21’, 62’, 77’ Benyamina 28’ Alibaz 65’ | Marcatori | 1’ Kessel 12’, 73’ Dahmani |

| Arbitro: | Brütting |

|  |           |                                                |
|  | Marcatori | 55’ (aut.) Kleineheismann 90’ (rig.) Benyamina |

| Arbitro: | Bokop |

|                                     |           |            |
| Hüsing 24’ Benyamina 39’ Evseev 69’ | Marcatori | 46’ Slavov |

#### Girone di ritorno
| Arbitro: | Schult |

|  |           |                                     |
|  | Marcatori | 11’, 90’ Oesterhelweg 65’ Ghaddioui |

| Aspach 20 marzo 2018, ore 19:00 CET 21ª giornata | Sonnenhof G. | 0 – 0 referto | Hansa Rostock | Mechatronik Arena (2 200 spett.)\| Arbitro: \| Skorczyk \| |
| Arbitro:                                         | Skorczyk     |               |               |                                                            |

| Arbitro: | Siewer |

|                               |           |            |
| Benyamina 27’ Breier 71’, 83’ | Marcatori | 62’ Razeek |

| Arbitro: | Schult |

|  |           |                          |
|  | Marcatori | 10’ Väyrynen 85’ Scherff |

| Arbitro: | Kempter |

|                                                    |           |              |
| Benyamina 32’ (rig.) Wannenwetsch 38’ Ranković 56’ | Marcatori | 48’ Nikolaou |

| Arbitro: | Gerach |

|                             |           |  |
| Kobylański 10’ Scherder 54’ | Marcatori |  |

| Arbitro: | Ittrich |

|             |           |  |
| Henning 28’ | Marcatori |  |

| Arbitro: | Müller |

|            |           |               |
| Jensen 73’ | Marcatori | 29’ Benyamina |

| Arbitro: | Schütz |

|                |           |  |
| Antonitsch 72’ | Marcatori |  |

| Arbitro: | Schlager |

|                         |           |                                     |
| Väyrynen 10’ Breier 16’ | Marcatori | 53’ Ritter 86’ Michel 90’ Strohdiek |

| Arbitro: | Müller |

|             |           |  |
| Trianni 58’ | Marcatori |  |

| Rostock 24 marzo 2018, ore 14:00 CET 31ª giornata | Hansa Rostock | 0 – 0 referto | Carl Zeiss Jena | Ostseestadion (15 000 spett.)\| Arbitro: \| Reichel \| |
| Arbitro:                                          | Reichel       |               |                 |                                                        |

| Arbitro: | Bacher |

|            |           |            |
| Arslan 50’ | Marcatori | 17’ Breier |

| Arbitro: | Schwermer |

|             |           |                    |
| Scherff 48’ | Marcatori | 17’ Kiomourtzoglou |

| Karlsruhe 15 aprile 2018, ore 14:00 CEST 34ª giornata | Karlsruhe | 0 – 0 referto | Hansa Rostock | Wildparkstadion (15 350 spett.)\| Arbitro: \| Sather \| |
| Arbitro:                                              | Sather    |               |               |                                                         |

| Arbitro: | Schröder |

|                             |           |  |
| Breier 29’ Wannenwetsch 77’ | Marcatori |  |

| Colonia 28 aprile 2018, ore 14:00 CEST 36ª giornata | Fortuna Colonia | 0 – 0 referto | Hansa Rostock | Südstadion (3 598 spett.)\| Arbitro: \| Börner \| |
| Arbitro:                                            | Börner          |               |               |                                                   |

| Arbitro: | Schult |

|                                          |           |                |
| Scherff 8’ Henning 31’, 82’ Väyrynen 84’ | Marcatori | 58’, 74’ Röser |

| Arbitro: | Bokop |

|            |           |           |
| Slavov 90’ | Marcatori | 4’ Breier |

### Coppa di Germania
| Arbitro: | Hartmann |

|  |           |                         |
|  | Marcatori | 86’ Weiser 90’ Ibišević |

## Statistiche

### Statistiche di squadra
| Competizione      | Punti | In casa | In casa | In casa | In casa | In casa | In casa | In trasferta | In trasferta | In trasferta | In trasferta | In trasferta | In trasferta | Totale | Totale | Totale | Totale | Totale | Totale | DR  |
| Competizione      | Punti | G       | V       | N       | P       | Gf      | Gs      | G            | V            | N            | P            | Gf           | Gs           | G      | V      | N      | P      | Gf     | Gs     | DR  |
| ----------------- | ----- | ------- | ------- | ------- | ------- | ------- | ------- | ------------ | ------------ | ------------ | ------------ | ------------ | ------------ | ------ | ------ | ------ | ------ | ------ | ------ | --- |
| 3. Liga           | 60    | 19      | 9       | 6       | 4       | 30      | 22      | 19           | 7            | 6            | 6            | 18           | 12           | 38     | 16     | 12     | 10     | 48     | 34     | +14 |
| Coppa di Germania | -     | 1       | 0       | 0       | 1       | 0       | 2       | 0            | 0            | 0            | 0            | 0            | 0            | 1      | 0      | 0      | 1      | 0      | 2      | -2  |
| Totale            | 60    | 20      | 9       | 6       | 5       | 30      | 24      | 19           | 7            | 6            | 6            | 18           | 12           | 39     | 16     | 12     | 11     | 48     | 36     | +12 |

### Andamento in campionato
| Giornata  | 1 | 2 | 3 | 4 | 5 | 6 | 7 | 8 | 9 | 10 | 11 | 12 | 13 | 14 | 15 | 16 | 17 | 18 | 19 | 20 | 21 | 22 | 23 | 24 | 25 | 26 | 27 | 28 | 29 | 30 | 31 | 32 | 33 | 34 | 35 | 36 | 37 | 38 |
| --------- | - | - | - | - | - | - | - | - | - | -- | -- | -- | -- | -- | -- | -- | -- | -- | -- | -- | -- | -- | -- | -- | -- | -- | -- | -- | -- | -- | -- | -- | -- | -- | -- | -- | -- | -- |
| Luogo     | T | C | T | C | T | C | T | C | C | T  | C  | T  | C  | T  | C  | T  | C  | T  | C  | C  | T  | C  | T  | C  | T  | C  | T  | T  | C  | T  | C  | T  | C  | T  | C  | T  | C  | T  |
| Risultato | V | N | V | P | V | N | P | N | N | P  | V  | P  | V  | V  | P  | V  | V  | V  | V  | P  | N  | V  | V  | V  | P  | V  | N  | P  | P  | P  | N  | N  | N  | N  | V  | N  | V  | N  |
| Posizione | 3 | 6 | 6 | 8 | 6 | 5 | 6 | 6 | 7 | 8  | 6  | 7  | 7  | 6  | 8  | 7  | 5  | 5  | 4  | 4  | 5  | 4  | 4  | 4  | 4  | 4  | 4  | 6  | 6  | 6  | 6  | 6  | 6  | 7  | 5  | 6  | 5  | 6  |

Legenda:

Luogo: C = Casa; T = Trasferta. Risultato: V = Vittoria; N = Pareggio; P = Sconfitta.

### Statistiche dei giocatori
| Giocatore       | 3. Liga  | 3. Liga | 3. Liga     | 3. Liga    | Coppa di Germania | Coppa di Germania | Coppa di Germania | Coppa di Germania | Totale   | Totale | Totale      | Totale     |
| Giocatore       | Presenze | Reti    | Ammonizioni | Espulsioni | Presenze          | Reti              | Ammonizioni       | Espulsioni        | Presenze | Reti   | Ammonizioni | Espulsioni |
| --------------- | -------- | ------- | ----------- | ---------- | ----------------- | ----------------- | ----------------- | ----------------- | -------- | ------ | ----------- | ---------- |
| S. Alibaz       | 21       | 1       | 3           | 0          | 1                 | 0                 | 0                 | 0                 | 22       | 1      | 3           | 0          |
| S. Benyamina    | 35       | 11      | 1           | 0          | 1                 | 0                 | 0                 | 0                 | 36       | 11     | 1           | 0          |
| J. Berger       | 3        | 0       | 0           | 0          | 0                 | 0                 | 0                 | 0                 | 3        | 0      | 0           | 0          |
| A. Bischoff     | 23       | 1       | 3           | 2          | 1                 | 0                 | 1                 | 0                 | 24       | 1      | 4           | 2          |
| J. Blaswich     | 34       | 0       | 2           | 0          | 1                 | 0                 | 0                 | 0                 | 35       | 0      | 2           | 0          |
| M. Bouziane     | 14       | 0       | 0           | 0          | 1                 | 0                 | 0                 | 0                 | 15       | 0      | 0           | 0          |
| P. Breier       | 18       | 6       | 1           | 0          | 0                 | 0                 | 0                 | 0                 | 18       | 6      | 1           | 0          |
| K. Eisele       | 3        | 0       | 0           | 0          | 0                 | 0                 | 0                 | 0                 | 3        | 0      | 0           | 0          |
| W. Evseev       | 22       | 3       | 3           | 0          | 0                 | 0                 | 0                 | 0                 | 22       | 3      | 3           | 0          |
| J. Fehr         | 4        | 0       | 1           | 0          | 0                 | 0                 | 0                 | 0                 | 4        | 0      | 1           | 0          |
| H. Föll         | 1        | 0       | 0           | 0          | 0                 | 0                 | 0                 | 0                 | 1        | 0      | 0           | 0          |
| J. Gesien       | 0        | 0       | 0           | 0          | 0                 | 0                 | 0                 | 0                 | 0        | 0      | 0           | 0          |
| T. Grupe        | 14       | 0       | 2           | 0          | 0                 | 0                 | 0                 | 0                 | 14       | 0      | 2           | 0          |
| E. Gründemann   | 1        | 0       | 0           | 0          | 0                 | 0                 | 0                 | 0                 | 1        | 0      | 0           | 0          |
| B. Henning      | 35       | 5       | 7           | 1          | 1                 | 0                 | 0                 | 0                 | 36       | 5      | 7           | 1          |
| M. Hilßner      | 18       | 4       | 5           | 0          | 1                 | 0                 | 0                 | 0                 | 19       | 4      | 5           | 0          |
| F. Holthaus     | 37       | 0       | 3           | 0          | 1                 | 0                 | 0                 | 0                 | 38       | 0      | 3           | 0          |
| O. Hüsing       | 37       | 4       | 5           | 0          | 1                 | 0                 | 1                 | 0                 | 38       | 4      | 6           | 0          |
| J. Nadeau       | 25       | 0       | 4           | 0          | 1                 | 0                 | 0                 | 0                 | 26       | 0      | 4           | 0          |
| M. Owusu        | 15       | 0       | 0           | 0          | 1                 | 0                 | 0                 | 0                 | 16       | 0      | 0           | 0          |
| C. Quiring      | 9        | 0       | 0           | 0          | 0                 | 0                 | 0                 | 0                 | 9        | 0      | 0           | 0          |
| V. Ranković     | 22       | 1       | 5           | 0          | 0                 | 0                 | 0                 | 0                 | 22       | 1      | 5           | 0          |
| N. Rieble       | 12       | 0       | 2           | 0          | 0                 | 0                 | 0                 | 0                 | 12       | 0      | 2           | 0          |
| J. Riedel       | 36       | 0       | 6           | 0          | 1                 | 0                 | 0                 | 0                 | 37       | 0      | 6           | 0          |
| L. Scherff      | 21       | 3       | 4           | 0          | 0                 | 0                 | 0                 | 0                 | 21       | 3      | 4           | 0          |
| T. Väyrynen     | 29       | 4       | 0           | 2          | 0                 | 0                 | 0                 | 0                 | 29       | 4      | 0           | 2          |
| S. Wannenwetsch | 35       | 3       | 9           | 0          | 1                 | 0                 | 0                 | 0                 | 36       | 3      | 9           | 0          |
| M. Ziemer       | 6        | 1       | 1           | 0          | 1                 | 0                 | 0                 | 0                 | 7        | 1      | 1           | 0          |